# Calypso (měsíc)

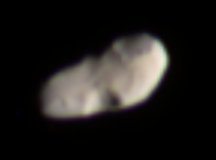
Měsíc Calypso

Calypso je měsíc planety Saturn, který byl objeven 13. března 1980 skupinou astronomů Pascuem, Seidelmannem, Baumem a Curriem pomocí pozemního pozorování. V roce 1983 byl měsíc oficiálně pojmenován Calypso z řecké mytologie, které nahradilo původní jméno 1980 S 25. V řeckém bájesloví je jméno Kalypsó název mořské nymfy.

## Základní údaje
Od Saturnu je vzdálen 294 660 kilometrů. Rozměry jsou 17×11×11 kilometrů. Hmotnost měsíce není známa. Doba jednoho oběhu kolem planety měsíci trvá 1,8878 dne. Calypso je korbitální s měsíci Tethys kolem jejíhož libračního centra L5 obíhá a Telesto obíhajícím kolem libračního centra L4 měsíce Tethys. Doba rotace není známa.